# Lo Morant-San Nicolás de Bari
Lo Morant-San Nicolás de Bari es un barrio de la ciudad española de Alicante. Según el padrón municipal, cuenta en el año 2023 con una población de 6845 habitantes (3586 mujeres y 3259 hombres).

## Localización
Lo Morant-San Nicolás de Bari limita con los barrios de Virgen del Remedio al norte, Altozano-Conde Lumiares al sur, Los Ángeles al oeste, y Virgen del Carmen y Sidi Ifni-Nou Alacant al este.
Asimismo, está delimitado exteriormente, desde el norte y en el sentido horario, por las avenidas y calles siguientes: Escritor Ferrándiz Torremocha, Lugo, Almería, Granada, Pino Santo, Pintor Gastón Castelló, Maestro Alonso, Sacerdote Isidro Albert, Uruguay, José Reus García, Novelda, Venezuela, Poeta Sansano, Unicef y Vicente Alexandre.
El barrio tiene tres zonas claramente delimitadas: al norte de la Vía Parque el Parque Lo Morant y las zonas anexas de la Plaza Lo Morant y la calle Escritor Dámaso Alonso. Al sureste de la Vía Parque la zona de Benisaudet, y al suroeste el grupo de viviendas Felipe Bergé y la zona aledaña, que administrativamente forma parte de este barrio pero que es conocida como Los Ángeles.

## Población
Según el padrón municipal de habitantes de Alicante, la evolución de la población del barrio de Lo Morant-San Nicolás de Bari en los últimos años, del 2011 al 2023, tiene los siguientes números:
|              | 2011 | 2012   | 2013   | 2014 | 2015  | 2016  | 2017   | 2018  | 2019  | 2020  | 2021  | 2022  | 2023  |
| ------------ | ---- | ------ | ------ | ---- | ----- | ----- | ------ | ----- | ----- | ----- | ----- | ----- | ----- |
| Población    | 6067 | 6234   | 6447   | 6443 | 6397  | 6358  | 6475   | 6557  | 6635  | 6685  | 6699  | 6755  | 6845  |
| (Diferencia) |      | (+167) | (+213) | (-4) | (-46) | (-39) | (+117) | (+82) | (+78) | (+50) | (+14) | (+56) | (+90) |

## Características
La Vía Parque atraviesa el barrio y lo divide en dos partes. En la situada al norte de la circunvalación destaca la presencia del parque Lo Morant, el más extenso de la ciudad. En la parte sur, San Nicolás de Bari, hay mayor número de viviendas y de construcción más reciente. En esta zona, en el año 2021, se rehabilitó la finca Benisaudet, que fue casa de vacaciones del escritor alicantino Gabriel Miró. También está dentro del barrio administrativo la zona de Los Ángeles donde está el grupo de viviendas Felipe Bergé, construidas en la década de 1950, conocidas popularmente como "Montoto". 

## Fiestas
Las fiestas del barrio son, como en el resto de la ciudad de Alicante, las Hogueras de San Juan. Cuenta con cuatro comisiones de hogueras:
- Ángeles-Felipe Bergé, que planta en el oeste del barrio, en la zona de viviendas Felipe Bergé, en la calle Jacinto Benavente.
- Escritor Dámaso Alonso, que planta en la calle que le da nombre a la hoguera.
- Plaza Lo Morant, que planta en la plaza del mismo nombre, al norte del Parque Lo Morant.
- San Nicolás de Bari Benisaudet, que planta en la zona de Benisaudet.